# John Melendez
Pour les articles homonymes, voir Melendez.
John Melendez est un acteur et scénariste américain né le 3 octobre 1965 à Massapequa, Long Island (États-Unis).

## Filmographie

### comme acteur
- 1994 : Last Call (série TV) : Host
- 1994 : Radio Rebels (Airheads) : Masturbating Rocker
- 1997 : Voici Wally Sparks (en) (Meet Wally Sparks) de Peter Baldwin : Reporter #2
- 2000 : Eh mec ! Elle est où ma caisse ? (Dude, Where's My Car?) : Gene
- 2001 : Osmosis Jones : Additional Character Voice (voix)